# 43931 Йосімі
43931 Йосімі (43931 Yoshimi) — астероїд головного поясу, відкритий 9 серпня 1996 року.
Тіссеранів параметр щодо Юпітера — 3,072.
Названо на честь астронома-аматора Йосімі (яп. よしみ(吉美)).